# Bruine koekoeksduif
De bruine koekoeksduif (Macropygia emiliana) is een vogel uit de familie Columbidae (duiven). Deze vogel is genoemd naar de Franse natuuronderzoeker Émile Parzudaki (1829-1899). Modigliani's koekoeksduif (M. modiglianii) met drie ondersoorten is van deze soort afgesplitst. 

## Verspreiding en leefgebied
Deze soort komt voor op de eilanden Java en de Kleine Soenda-eilanden en telt twee ondersoorten:
- M. e. emiliana: van Java tot de westelijke Kleine Soenda-eilanden.
- M. e. megala: Kangean-eilanden (nabij noordoostelijk Java).